# ヤマト王権
ヤマト王権（ヤマトおうけん）は、大和時代に「ヒコ（彦）」「ワケ（別）」「オホキミ（大王）」などと呼称された首長もしくは豪族連合によって成立した古代日本の政治および軍事勢力。
大和盆地および河内平野を本拠とし、2世紀〜3世紀頃にかけて瀬戸内海周辺をはじめ、山陰および北九州を含む西日本全域、東海などの地域にまでその勢力を及ぼし、原始的な国家ないし国家連合として成立し、纏向遺跡などの計画都市を造営した。4世紀以降では関東・北陸・南九州などをも統合、王権の象徴となる巨大な前方後円墳を築いた。
旧来から一般的に大和朝廷（やまとちょうてい）と呼ばれてきたが、戦後、歴史学者の中で「大和」「朝廷」という語彙で時代を表すことは必ずしも適切ではないとの見解が1970年代以降に現れており、その歴史観を反映する用語として「ヤマト王権」の語などが用いられはじめた。
本記事では、これら「大和朝廷」および「ヤマト王権」について解説する。呼称については、古墳時代の前半においては近年「倭王権」「ヤマト政権」「倭政権」などの用語も用いられている（詳細は「名称について」の節を参照）。古墳時代の後、飛鳥時代以降の大王（天皇）を中心とした日本の中央集権組織のことは「朝廷」と表現するのが歴史研究でも世間の多くでも、ともに一般的な表現である。
ヤマト王権の語彙は「奈良盆地などの近畿地方中央部を念頭にした王権力」の意である。ヤマト王権から律令国家にかけての国家展開は大王（天皇）と畿内豪族の連合である畿内ブロックによる全国支配であるとする見解もある（畿内政権論）。

## 名称について
1970年代前半ごろまでは、日本史上の4世紀ごろから6世紀ごろにかけての時期をさす時代区分名として「大和時代」がひろく用いられていた。また、この時期に日本列島の主要部を支配した政治勢力のことをさす用語としては「大和朝廷」が一般的だった。
1970年代以降、考古学による発掘調査がすすみ、重要な古墳の発見といった成果が蓄積した。くわえて、考古学的調査において理化学的年代測定や年輪年代測定などの科学的調査法が使われはじめ、またその精度が向上していったことから、古墳の編年研究がいちじるしく発展した。また、考古学的な古墳調査と文献史学（一般的な歴史学）は、提携して調査・研究を行うようになり、その対象は古墳時代の政治組織にも及ぶようになった。こうした成果をうけて、「大和時代」という時代区分名、「大和朝廷」という政権名がかならずしも適切ではないと考えられるようになった。この見解は国内の歴史学会等で有力なものとなり、1980年代以降、時代区分名としては「古墳時代」が、また、政権名としては「大和政権/ヤマト政権」、あるいは（この政権が王権であることを重視する立場からは）「大和王権/ヤマト王権」が普及した。
ただし、「大和」、「朝廷」という語の使用については学界でも依然としてさまざまな見解が並立しており、「大和朝廷」を用いる研究者も少数ながら存在する。
2020年現在、各種メディアでは「政権」、「王権」、「朝廷」の各表記が混在しており、統一はされていない。

### 「大和」をめぐって
「大和（ヤマト）」をめぐっては、8世紀前半完成の『古事記』や『日本書紀』や、その他の7世紀以前の文献史料・金石文・木簡などでは、「大和」の漢字表記はなされておらず、「倭（ヤマト）」として表記されている。三世紀には邪馬台国の記述が魏志倭人伝に登場する。その後701年の大宝律令施行により、国名（郡・里〈後の郷〉名も）は二文字とすることになって「大倭」となり、橘諸兄政権開始後間もなくの天平9年（737年）12月丙寅（27日）に、恭仁京遷都に先立って「大養徳」と（地名のみならずウジ名も）なったが、藤原仲麻呂権勢下の天平19年（747年）3月辛卯（16日）に「大倭」に戻り、そして天平宝字元年（757年）（正月〈改元前〉に諸兄死去）の後半頃に、「大和」へと変化していく。同年に（仲麻呂の提案により）施行された養老令から、広く「大和」表記がなされるようになったことから、7世紀以前の政治勢力を指す言葉として「大和」を使用することは適切ではないという見解がある。ただし、武光誠のように3世紀末から「大和」を使用する研究者もいる。
「大和（ヤマト）」はまた、
1. 国号「日本（倭）」の訓読（すなわち、古代の日本国家全体）
2. 令制国としての「大和」（上述の令制大和国）
3. 奈良盆地東南部の三輪山麓一帯（すなわち令制大和国のうちの磯城郡・十市郡・倭国造）

の広狭三様の意味をもっており、最も狭い3のヤマトこそ、出現期古墳が集中する地域であり、王権の中枢が存在した地と考えられるところから、むしろ、令制大和国(2)をただちに連想する「大和」表記よりも、3を含意することが明白な「ヤマト」の方がより適切ではないかと考えられるようになった。
ヤマトは大和国の中の地名ヤマトに起源がありおそらく山（三輪山）のト（ふもと）の意味であろうとも言われる。また後世、日本全体のことを表す「秋津洲（あきつしま）」「磯城島（しきしま）」「倭」などは元々、大和平原にあった村の名前であったという指摘もある。
白石太一郎はさらに、奈良盆地・京都盆地から大阪平野にかけて、北の淀川水系と南の大和川水系では古墳のあり方が大きく相違していることに着目し、「ヤマト」はむしろ大和川水系の地域、すなわち後代の大和と河内（和泉ふくむ）を合わせた地域である、としている。すなわち、白石によれば、1〜3に加えて、(4)大和川水系（大和と河内）という意味も包括的に扱えるのでカタカナ表記の「ヤマト」を用いるということである。
一方、関和彦は、「大和」表記は8世紀からであり、それ以前は「倭」「大倭」と表記されていたので、4–5世紀の政権を表現するのは「倭王権」「大倭王権」が適切であるが、両者の表記の混乱を防ぐため「ヤマト」表記が妥当だとしている。
一方、上述の武光のように「大和」表記を使用する研究者もいる。作家の竹田恒泰は「倭」はあくまで中国王朝が付けた蔑称であり、「日本」が国号として使われる以前の国号は「大和/やまと」だったとしている。
武光によれば、古代人は三輪山の麓一帯を「大和（やまと）」と呼び、これは奈良盆地の飛鳥や斑鳩といったほかの地域と区別された呼称で、今日のように奈良県全体を「大和」と呼ぶ用語法は 7世紀にならないと出現しなかったとする。纒向遺跡を大和朝廷発祥の地と考える武光は、纒向一帯を「古代都市『大和』」と呼んでいる。

### 「朝廷」をめぐって
「朝廷」の語については、天子が朝政などの政務や朝儀と総称される儀式をおこなう政庁が原義であり、転じて、天子を中心とする官僚組織をともなった中央集権的な政府および政権を意味するところから、君主号として「天子」もしくは「天皇」号が成立せず、また諸官制の整わない状況において「朝廷」の用語を用いるのは不適切であるという指摘がある。たとえば関和彦は、「朝廷」を「天皇の政治の場」と定義し、4世紀・5世紀の政権を「大和朝廷」と呼ぶことは不適切であると主張し、鬼頭清明もまた、一般向け書物のなかで磐井の乱当時の近畿には複数の王朝が併立することも考えられ、また、継体朝以前は「天皇家の直接的祖先にあたる大和朝廷と無関係の場合も考えられる」として、「大和朝廷」の語は継体天皇以後の6世紀からに限って用いるべきと説明している。

### 「国家」「政権」「王権」「朝廷」
関和彦はまた、「天皇の政治の場」である「朝廷」に対し、「王権」は「王の政治的権力」、「政権」は「超歴史的な政治権力」、「国家」は「それらを包括する権力構造全体」と定義している。語の包含関係としては、朝廷⊂王権⊂政権⊂国家という図式を提示しているが、しかし、一部には「朝廷」を「国家」という意味で使用する例があり、混乱もあることを指摘している。

### 用語「ヤマト王権」について
古代史学者の山尾幸久は、「ヤマト王権」について、「4,5世紀の近畿中枢地に成立した王の権力組織を指し、『古事記』『日本書紀』の天皇系譜ではほぼ崇神から雄略までに相当すると見られている」と説明している。
山尾はまた別書で「王権」を、「王の臣僚として結集した特権集団の共同組織」が「王への従属者群の支配を分掌し、王を頂点の権威とした種族」の「序列的統合の中心であろうとする権力の組織体」と定義し、それは「古墳時代にはっきり現れた」としている。いっぽう、白石太一郎は、「ヤマトの政治勢力を中心に形成された北と南をのぞく日本列島各地の政治勢力の連合体」「広域の政治連合」を「ヤマト政権」と呼称し、「畿内の首長連合の盟主であり、また日本列島各地の政治勢力の連合体であったヤマト政権の盟主でもあった畿内の王権」を「ヤマト王権」と呼称して、両者を区別している。
また、山尾によれば、
- 190年代-260年代　王権の胎動期。
- 270年頃-370年頃　初期王権時代。
- 370年頃-490年頃　王権の完成時代。続いて王権による種族の統合（490年代から）、さらに初期国家の建設（530年頃から）

という時代区分をおこなっている。
この用語は、1962年（昭和37年）に石母田正が『岩波講座日本歴史』のなかで使用して以来、大和時代の政治権力・政治組織の意味で広く使用され、時代区分の概念としても用いられているが、必ずしも厳密に規定されているとはいえず、語の使用についての共通認識があるとはいえない。

### 「大和朝廷」
大和朝廷（やまとちょうてい）という用語は、次の3つの意味を持つ。
1. 律令国家成立以前に奈良盆地を本拠とした有力な政治勢力およびその政治組織。
2. 大和時代の政府・政権。「ヤマト王権」。
3. 飛鳥時代または古墳時代後半の天子（天皇）を中心とする官僚制をともなった中央集権的な政府・政権。

この用語は、戦前においては1.の意味で用いられてきたが、戦後は単に「大和時代の政権」（2.）の意味で用いられるようになった。しかし、「朝廷」の語の検討や、古墳とくに前方後円墳の考古学的研究の進展により、近年では、3.のような限定的な意味で用いられることが増えている。
現在、1.の意味で「大和朝廷」の語を用いる研究者や著述家には武光誠や高森明勅などがおり、武光は『古事記・日本書紀を知る事典』（1999）のなかで、「大和朝廷の起こり」として神武東征と長髄彦の説話を掲げている。
なお、中国の史料も考慮に入れた総合的な古代史研究、考古資料を基礎においた考古学的研究における話題において「大和朝廷」を用いる場合、「ヤマト（大和）王権」などの諸語と「大和朝廷」の語を、編年上使い分ける場合もある。たとえば、
- 安康天皇以前を「ヤマト王権」、5世紀後半の雄略天皇以後を「ヤマト朝廷」 - 平野邦雄[5]
- 宣化天皇以前を「倭王権」または「大和王権」、6世紀中葉の欽明天皇以後を「大和朝廷」 - 鬼頭清明[17]

など。

## 首長の称号
ヤマト王権の首長は中華王朝や朝鮮半島諸国など対外的には「倭国王」「倭王」と称し、国内向けには「治天下大王」「大王」「大公王」などと称していた。考古学の成果から5世紀ごろから「治天下大王」（あめのしたしろしめすおおきみ）という国内向けの称号が成立したことが判明しているが、これはこの時期に倭国は中華王朝と異なる別の天下であるという意識が生まれていたことの表れだと評価されている。

## ヤマト王権の歴史

### 王権の成立

#### 小国の発生
弥生時代にあっても、『後漢書』東夷伝に107年の「倭面土国王帥升」の記述があるように、「倭」と称される一定の領域があり、「王」とよばれる君主がいたことがわかる。ただし、その政治組織の詳細は不明であり、『魏志』倭人伝には「今使訳通ずる所三十国」の記載があることから、3世紀にいたるまで小国分立の状態がつづいたとみられる。
また、小国相互の政治的結合が必ずしも強固なものでなかったことは、『後漢書』の「桓霊の間、倭国大いに乱れ更相攻伐して歴年主なし」の記述があることからも明らかであり、考古資料においても、その記述を裏づけるように、周りに深い濠や土塁をめぐらした環濠集落や、稲作に不適な高所に営まれて見張り的な機能を有したと見える高地性集落が造られ、墓に納められた遺体も戦争によって死傷したことの明らかな人骨が数多く出土している。縄文時代にはもっぱら小動物の狩猟の道具として用いられた石鏃も、弥生時代には大型化し、人間を対象とする武器に変容しており、小国間の抗争が激しかったことがうかがえる。
墓制の面でみて、最も進んでいたのは山陰地方の出雲地域において作られた四隅突出墳丘墓であって、後の古墳時代の方墳や前方後円墳の原型となったと思われる。九州南部の地下式横穴墓、九州北部における甕棺墓、中国地方における箱式石棺墓、近畿地方や日向（宮崎県）における木棺墓など、それぞれの地域で主流となる墓の形態を持ち、土坑墓の多い東日本では死者の骨を土器につめる再葬墓がみられるなど、きわめて多様な地域色をもつ。方形の低い墳丘のまわりに溝をめぐらした方形周溝墓は近畿地方から主として西日本各地に広まり、なかには規模の大きなものも出現する故、各地に有力な首長があらわれたことがうかがえる。弥生時代における地域性はまた、近畿地方の銅鐸、瀬戸内地方の銅剣、九州地方の銅戈（中期）・銅矛（中期-後期）など宝器として用いられる青銅器の種類のちがいにもあらわれている。
奈良盆地内において特に首長墓とみられる大型の弥生時代墳墓が未だ明らかでなく、方形周溝墓などを含めた弥生墳墓全体をみても、副葬品はほぼ皆無という状態であり、北部九州や大型墳丘墓が見られる地域とは著しい違いがある。大和地域の弥生遺跡から出土した鉄製品が総数10点余りで格段に少なく、鉄器の製作にかかわる遺構や遺物はまだ知られておらず、大和では、弥生後期の初めごろまでは石器が使用されていた。また、青銅器生産も盛んな所とは言い難く、最古級の銅鐸は見られず、銅鐸の文化が西方地域から河内を経て大和に伝わってきたことを示しており、弥生後期の大福銅鐸は近江・東海系の銅鐸であり、その方面より運ばれてきたと推定される。大和地域の大陸産青銅器の出土は近畿地方の中でも特に少なく、大陸産青銅製品の代表格である中国銭貨に至っては東日本でも出土する所があるにもかかわらず、奈良県内では未だに皆無である。墳墓出土の銅鏡は皆無であり、中国鏡の出土もほとんどみられない。

#### 邪馬台国と女王卑弥呼政権
西晋代に著された歴史書である『魏志』東夷伝倭人条によれば、3世紀前半に邪馬台国という名の大国を中心とした倭の国々（ここでいう国とは土塁などで囲われた都市国家的な自治共同体「国邑」のことと思われる）にて、争いを収まらせるため卑弥呼という人物が邪馬台国の「女王」として擁立され、魏に遣使して「親魏倭王」の金印を授与されたことを記している。邪馬台国には、「大人」と「下戸」の身分差や刑罰、租税の制、鉄貨を用いた市場、および中央から派遣された監察官と思われる「一大率」が属国の伊都国に置かれるなど、ある程度の成熟した統治組織を持っていたことが分かる。
『魏志』倭人伝によれば、邪馬台国の東には海を渡ること千余里にてまた倭種の国があり、邪馬台国の西方には会稽がある。邪馬台国の北西には帯方郡、北方には伊都国があると記述されている。また邪馬台国と抗争状態にある国として南方の狗奴国を挙げている。
卑弥呼の死の後は男王が立ったものの内乱状態となり、卑弥呼一族の13歳の少女壱与（臺與と記している史料もある）が王となって再び治まったことが記されている。『日本書紀』の神功皇后紀に引用された『晋起居注』には、266年（泰初（「泰始」の誤り）2年）、倭の女王の使者が西晋の都洛陽に赴いて朝貢したとの記述があり、この女王が臺與ではないかと言われている。なお現存する『晋書』四夷伝と武帝紀では266年の倭人の朝貢は書かれているが、女王という記述は無い。
邪馬台国の所在地については「近畿説」と「九州説」があるが、近畿説に則る場合、3世紀には近畿から北部九州に及ぶ統一的な広域政体がすでに成立していたことになり、九州説に則る場合、北部九州一帯の地方勢力ということになり、日本列島の統一はさらに時代が下ることとなる。

#### 邪馬台国と纏向遺跡
考古学者の白石太一郎によれば、「邪馬台国を中心とする広域の政治連合は、3世紀中葉の卑弥呼の死による連合秩序の再編や、狗奴国連合との併合に伴う版図の拡大を契機にして大きく革新された政治連合が、3世紀後半以後のヤマト政権にほかならない」としている。
奈良盆地南東部の大規模遺跡・纒向遺跡は当時の畿内地方にあった国邑連合の政治・経済の中枢地であったとされている。この遺跡は、飛鳥時代には「大市」があったといわれる三輪山麓に位置し、都市計画の痕跡とされる遺構が認められ、運河などの土木工事もおこなわれており、政治都市として祭祀用具を収めた穴が30余基や祭殿、祭祀用仮設建物を検出し、東海地方から北陸・近畿・阿讃瀬戸内・吉備・出雲ならびにごく少数ながら北部九州の土器が搬入されており、また、広がりの点では国内最大級の環濠集落である唐古・鍵遺跡の約10倍、吉野ヶ里遺跡の約6倍におよぶ7世紀末の藤原宮に匹敵する巨大な遺跡で、多賀城跡の規模を上回る可能性があるとしている。纒向遺跡を邪馬台国の中心集落に比定する説はますます説得力を増している。
しかし、考古学者で橿原考古学研究所の所員として纒向遺跡の発掘調査に携わった関川尚功は、「纏向遺跡の鉄器生産が箸墓古墳の造営が始まるような時期に、ようやく北部九州からの技術導入で始まっており、弥生時代の大和地域の墳墓についても、北部九州に次ぐ瀬戸内・山陰・北陸地方の大型墳丘墓にも達しておらず、土器の製作技術においても、これらの地域を超えるものではなく、むしろ受容する立場であり、墓制や生産面、対外交流などにおいて北部九州を超えるような内容は認められない。3世紀の奈良盆地において、北部九州の諸国を統属し、魏王朝と頻繁な交流を行ったという邪馬台国の存在を想定することはできず、大和地域の遺跡や墳墓、そして各種の遺物に見る考古学的事実の示すところは、明確に邪馬台国の大和における存在を否定している、と言わざるを得ない。古墳の出現年代を遡らせ、それを邪馬台国に結び付けるということは、むしろ近畿大和における邪馬台国の自生的な成立を、さらに困難にさせることになる」と述べている。
纏向遺跡の近辺には纏向古墳群と呼ばれる最初期の前方後円墳群があり、その中には卑弥呼の有力比定候補の一人とされる倭迹迹日百襲姫命の墓と伝わる箸墓古墳がある。同じく纏向古墳群に属する石塚古墳など帆立貝型の独特な古墳（帆立貝型古墳。「纒向型前方後円墳」と称する）も、前方後円墳に先だつ型式の古墳でありながら墳丘長90メートルにおよんで他地域をはるかに凌ぐ規模をもつ。
国立民族学博物館は、炭素年代測定により纏向古墳群の成立時期は3世紀中頃に遡るとし、卑弥呼を宗主とする小国連合（邪馬台国連合）がヤマトを拠点とする「ヤマト政権」ないし「大和王権」につながる可能性が高くなったとしている。炭素年代測定法には50年ないし100年古く推定される誤差があるとする見方もあり、依然として議論が続いている。
白石太一郎によれば、纏向古墳群の古墳は出雲地方の四隅突出型墳丘墓、吉備地方の楯築墳丘墓など各地域の文化を総合的に継承しているとする。吉備などで墳丘の上に立てられていた特殊器台・特殊壺が採り入れられるなど、ヤマト政権の盟友的存在として吉備勢力が重要な位置を占めていた可能性を指摘している。
なお、朝鮮との交流を示す漢鏡、後漢鏡や刀剣類などが北九州で大量に出土しているのに対し、纒向遺跡ではまったく出土していないことから、『魏志倭人伝』にみる活発な朝鮮との交流は証明されておらず、纒向遺跡は邪馬台国と無関係な遺跡であるとする見方も存在している。
1997年から98年にかけて奈良県天理市黒塚古墳から33面もの三角縁神獣鏡が発掘された。2010年には桜井茶臼山古墳から鏡の破片が81面分（その後の分析で103面以上と判明）が発掘されヤマト中心部からの鏡の出土がほとんどないという説は翻らされた。また奈良県の古墳は宮内庁指定陵墓になっており多くが発掘できていないことも出土例の少ない原因である。黒塚古墳発掘の責任者である河上邦彦は「三角縁神獣鏡が『卑弥呼の鏡』などということはありえない」「ヤマト政権が作り出した鏡に違いない」と述べており、考古学者の石野博信も「（三角縁神獣鏡は）ヤマト政権が弥生以来の祭式を廃止し、中国鏡をモデルとして、四世紀にヤマトで製作した鏡なのである」と述べている。

#### ヤマト王権の成立
ヤマト王権の成立にあたっては、前方後円墳の出現とその広がりを基準とする見方が有力である。その成立時期は、研究者によって3世紀中葉、3世紀後半、3世紀末、4世紀前葉など若干の異同はある。ヤマト王権は、近畿地方だけではなく、各地の豪族をも含めた連合政権であったとみられる一方、大王を中心とした中央集権国家であったと見る意見もある。また大王（天皇）と畿内豪族の連合である畿内ブロックによる全国支配であるという見解もある（畿内政権論）。
考古学的には3世紀後半ごろ、近畿をはじめとした西日本各地に、大規模な墳丘を持つ古墳が出現する。これらは、いずれも前方後円墳もしくは前方後方墳で、竪穴式石室の内部に長さ数メートルにおよぶ割竹形木棺を安置して遺体を埋葬し、副葬品の組み合わせも呪術的な意味をもつ多数の銅鏡はじめ武器類をおくなど、墳丘、埋葬施設、副葬品いずれの面でも共通していて、きわめて斉一的、画一的な特徴を有する。これは、しばしば「出現期古墳」と称される。ただし炭素年代測定や年輪年代学の技術的欠点や、測定値と文献記録との大きな乖離などからも従来の土器編年に基づいた4世紀出現を唱える意見もある。

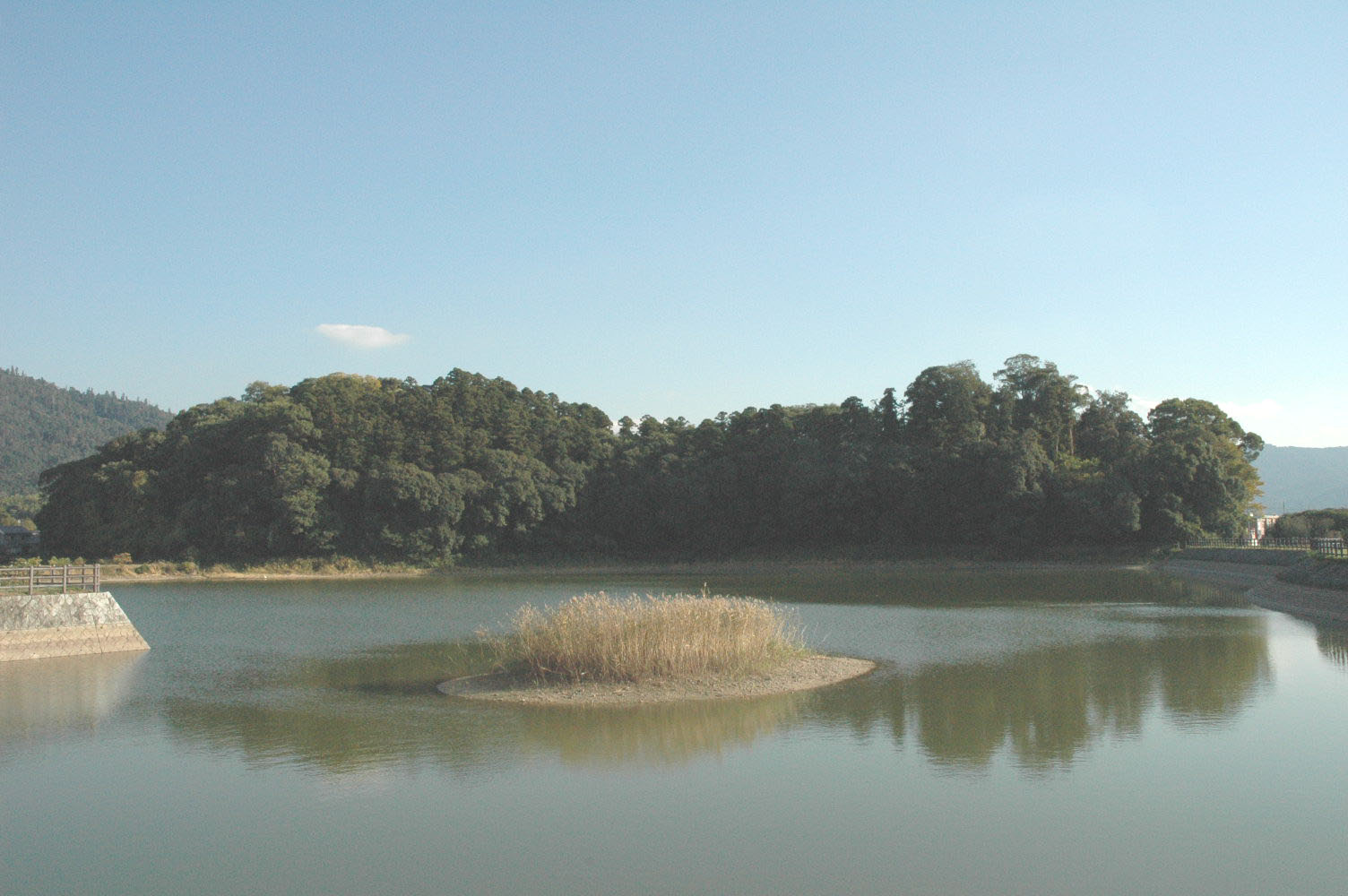
箸墓古墳（北西方向から）

こうした出現期（古墳時代前期前半）の古墳の画一性は、古墳が各地の首長たちの共通の墓制としてつくり出されたものであることを示しており、共同の葬送もおこなわれて首長間の同盟関係が成立し、広域の政治連合が形成されていたと考える意見がある。その広がりは東海・北陸から近畿を中心にして北部九州にいたる地域である。一方上述のように4世紀頃は崇神天皇の在位年代と重なるものと見られており、同朝の四道将軍説話や、続く景行天皇朝の日本武尊の東国遠征の経路上に纏まって古墳が出現することから、地域連合ではなく中央豪族を各地に首長（国造）として派遣したために広がったものとする意見もある。
出現期古墳で墳丘長が200メートルを超えるものは、奈良県桜井市に所在する箸墓古墳（280メートル）や天理市にある西殿塚古墳（234メートル）などであり、奈良盆地南東部（最狭義のヤマト）に集中し、他の地域に対し隔絶した規模を有する。このことは、この政治連合が大和（ヤマト）を中心とする近畿地方の勢力が中心となったことを示している。この政権を「ヤマト政権」もしくは「ヤマト王権」と称するのは、そのためである。また、この体制を、政権の成立を画一的な前方後円墳の出現を基準とすることから「前方後円墳体制」と称することがある。
吉村武彦は、『岩波講座　日本通史第2巻 古代I』のなかで、「崇神天皇以降に想定される王権」を「大和王権」と呼称しており、初期大和王権と邪馬台国の関係について「近年の考古学的研究によれば、邪馬台国の所在地が近畿地方であった可能性が強くなった。しかしながら、歴史学的に実証されたわけではなく、しかも初期大和王権との系譜的関係はむしろ繋がらないと考えられる」と述べている。
また「古墳の築造が政権や国家の成立を意味するのかどうか、問題をはらんでいる」と指摘し、古墳の所在地に政治的基盤を求める従来の視点には再検討が必要だと論じている。その論拠としては、記紀には王宮と王墓の所在地が離れた場所にあることを一貫して記しており、また、特定地域に影響力を行使する集団の首長が特定の小地域にしか地盤をもたないのだとしたら、記紀におけるような「歴代遷宮」のような現象は起こらないことを掲げており、むしろ、大和王権は特定の政治的地盤から離れることによって、成立したのではないかと推測する。
前方後円墳の出現時期の早い遅いにかかわらず、大和王権の成立時期ないし行燈山古墳（伝崇神天皇陵）の出現時期とは数十年のズレがあるというのが、吉村の見解である。上述の山尾の指摘とあわせ、今後検討していくべき課題であるといえる。
2023年11月3日、奈良県立橿原考古学研究所は橿原市内で講演会を開き初期ヤマト王権の大王墓とされる奈良県桜井市外山（とび）の桜井茶臼山古墳（3世紀末）の調査の結果、国内最多の103面分の銅鏡破片が発見されたことを発表し、被葬者は「他の古墳の追随を許さない隔絶した王権の地位にあった人物」であり、古墳時代初期から強大な支配体制が形成されたとの見解を示し、「3世紀末の奈良盆地には邪馬台国とは比較にならない圧倒的な王権が存在したことが明らかになった」と発表した。
2000年に徳島県鳴門市大麻町で3世紀半ば築造の直径約20メートルの竪穴式石室を有する円墳である西山谷2号墳が発掘され、石野博信教授によると、「平らな石を積み上げる竪穴式石室を有する古墳としては国内最古で、三角縁神獣鏡が出土した宮谷古墳（徳島県徳島市国府町西矢野）も同様の方法で造られており、阿波の墓の築造法が大和政権の王墓のルーツである可能性が高い」。また、2007年には鳴門市大麻町で、2世紀末から3世紀初頭築造の前方後円形の墳丘墓である萩原2号墓が発掘された。国内最古の石積みの墳丘墓であり、木槨の痕跡も確認され、ホケノ山古墳の原型だったことがわかり、古代阿波の文化、技術が大和政権に大きな影響を与えていたことが確実になった。石野教授は「ホケノ山古墳の埋葬者が阿波の出身者である可能性が高まった」と話した。

## 王権の展開

### 前方後円墳体制（古墳時代前期前半）
文献資料においては、上述した266年の遣使を最後に、以後約150年近くにわたって、倭に関する記載は大陸の史書から姿を消している。3世紀後半から4世紀前半にかけての日本列島はしたがって、金石文もふくめて史料をほとんど欠いているため、その政治や文化の様態は考古学的な資料をもとに検討するほかない。
定型化した古墳は、おそくとも4世紀の中葉までには東北地方南部から九州地方北部にまで波及した。これは東日本の広大な地域がヤマトを盟主とする広域政治連合（ヤマト王権）に組み込まれたことを意味する。ただし、出現当初における首長墓とみられる古墳の墳形は、西日本においては前方後円墳が多かったのに対し、東日本では前方後方墳が多かった。こうして日本列島の大半の地域で古墳時代がはじまり、本格的に古墳が営まれることとなった。
以下は古墳時代の時期区分としての通説の3期区分けである。
- 古墳時代前期 … 3世紀後半から4世紀末まで
- 古墳時代中期 … 4世紀末から5世紀末
- 古墳時代後期 … 6世紀初頭から7世紀前半

この区分をさらに、前期前半（4世紀前半）、前期後半（4世紀後半）、中期前半（4世紀末・5世紀前半）、中期後半（5世紀後半）、後期前半（6世紀前半から後葉）と細分して以下の節立てをこれに準拠させる。後期後半（6世紀末葉・7世紀前半）は政治的時代名称としては飛鳥時代の前半に相当する。

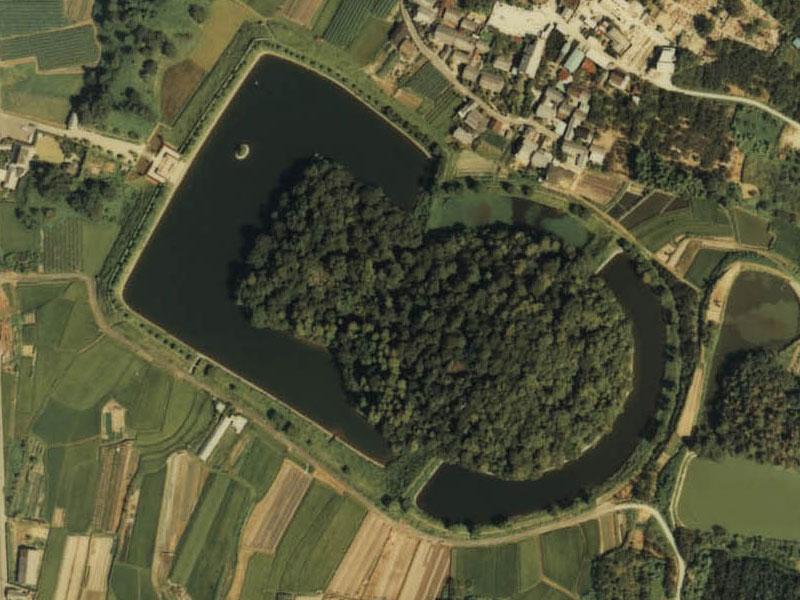
崇神天皇陵に比定されている行燈山古墳（4世紀前半）

日本列島の古墳には、前方後円墳、前方後方墳、円墳、方墳などさまざまな墳形がみられる。数としては円墳や方墳が多かったが、墳丘規模の面では上位44位まではすべて前方後円墳であり、もっとも重要とみなされた墳形であった。前方後円墳の分布は、北は山形盆地・北上盆地、南は大隅・日向におよんでおり、前方後円墳を営んだ階層は、列島各地で広大な領域を支配した首長層だと考えられる。
前期古墳の墳丘上には、弥生時代末期の吉備地方の副葬品である特殊器台に起源をもつ円筒埴輪が立て並べられ、表面は葺石で覆われたものが多く、また周囲に濠をめぐらしたものがある。副葬品としては三角縁神獣鏡や画文帯神獣鏡などの青銅鏡や碧玉製の腕輪、玉（勾玉・管玉）、鉄製の武器・農耕具などがみられて全般に呪術的・宗教的色彩が濃く、被葬者である首長は、各地の政治的な指導者であったと同時に、実際に農耕儀礼をおこないながら神を祀る司祭者でもあったという性格をあらわしている（祭政一致）。
列島各地の首長は、ヤマトの王の宗教的な権威を認め、前方後円墳という、王と同じ型式の古墳造営と首長位の継承儀礼をおこなってヤマト政権連合に参画し、対外的に倭を代表し、貿易等の利権を占有するヤマト王から素材鉄などの供給をうけ、貢物など物的・人的見返りを提供したものと考えられる。
ヤマト連合政権を構成した首長のなかで、特に重視されたのが上述の吉備のほか北関東の地域であった。毛野地域とくに上野には大規模な古墳が営まれ、重要な位置をしめていた。また九州南部の日向や陸奥の仙台平野なども重視された地域であったが、白石太一郎はそれは両地方がヤマト政権連合にとってフロンティア的な役割をになった地域だったからとしている。

### 七支刀と好太王碑（古墳時代前期後半）
4世紀後半にはいると、石上神宮（奈良県）につたわる七支刀の製作が、銘文により369年のこととされる。356年に馬韓の地に建国された百済王の世子（太子）が倭国王のためにつくったものであり、これはヤマト王権と百済の王権との提携が成立したことをあらわす。なお、七支刀が実際に倭王に贈られたことが『日本書紀』にあり、それは干支二順繰り下げで実年代を計算すると372年のこととなる。
いずれにせよ、倭国は任那諸国とりわけ任那（金官）と密接なかかわりをもち、この地に産する鉄資源を確保した。そこはまた生産技術を輸入する半島の窓口であり、勾玉、「倭式土器」（土師器）など日本列島特有の文物の出土により、倭の拠点が成立していたことが確認された。
いっぽう半島北部では、満州東部の森林地帯に起源をもつツングース系貊族の国家高句麗が、313年に楽浪郡・帯方郡に侵入してこれを滅ぼし、4世紀後半にも南下をつづけた。中国吉林省集安に所在する好太王碑には、高句麗が倭国に通じた百済を討ち、倭の侵入をうけた新羅を救援するため、400年と404年の2度にわたって倭軍と交戦し勝利したと刻んでいる（倭・倭人関連の朝鮮文献）。
この時期のヤマト王権の政治組織については、文献記録がほとんど皆無であるため、朝鮮半島への出兵という重大事件があったことは明白であるにもかかわらず、将兵の構成や動員の様態をふくめ不詳な点が多い。しかし、対外的な軍事行動を可能とするヤマトの王権の基盤が既に整っていたことが理解できる。

### 巨大古墳の時代（古墳時代中期前半）

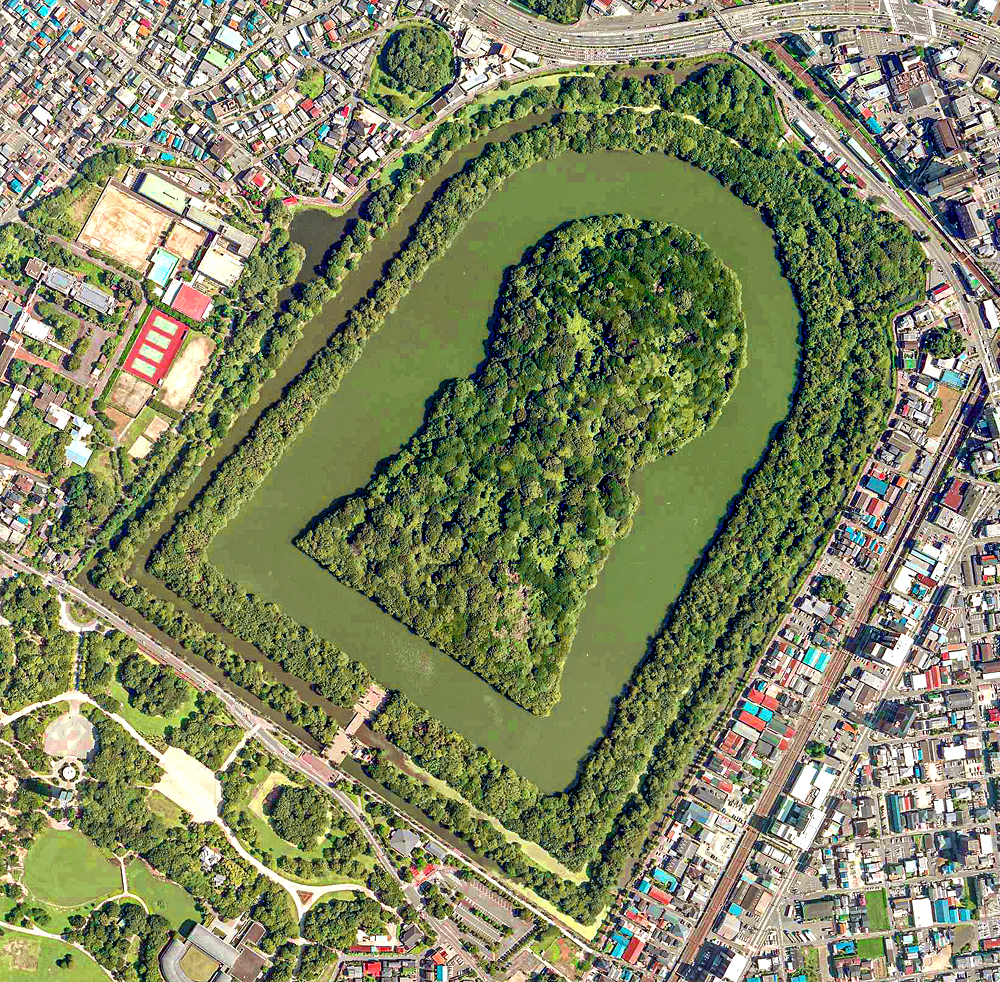
大仙陵古墳（大阪府堺市）
。

4世紀末から5世紀全体を通じて、考古学における古墳時代の時期区分では中期とされる。この時期になると、副葬品のなかで武器や武具の比率が大きくなり、馬具もあらわれて短甲や冑など騎馬戦用の武具も増える。こうした騎馬技術や武具・道具は、上述した4世紀末から5世紀初頭の対高句麗戦争において、騎馬軍団との戦闘を通じてもたらされたものと考えられるが、かつては、このような副葬品の変化を過大に評価して、騎馬民族が日本列島の農耕民を征服して「大和朝廷」を立てたとする「騎馬民族征服王朝説」がさかんに唱えられた時期があった。
確かに、ヤマトを起源とされる前方後円墳が5世紀以前の朝鮮半島では見つかっているものの、江上波夫の説のように騎馬技術や武具・道具が倭国に急速に流入し政権が変貌したという証拠は非常に乏しい。その間、日本においては首長墓・王墓の型式は3世紀以来変わらず連綿として前方後円墳がつくられるなど、前期古墳と中期古墳の間には、江上の指摘した断絶性よりも、むしろ強い連続性が認められることから、この説は現在では以前ほどの支持を得られなくなっている（→騎馬民族征服王朝説参照）。
中期古墳の際だった傾向としては、何といってもその巨大化である。とくに5世紀前半に河内平野（大阪平野南部）に誉田山古墳（伝応神陵、墳丘長420メートル）や大山古墳（伝仁徳陵、墳丘長525メートル）は、いずれも秦の始皇帝陵とならぶ世界最大級の王墓であり、ヤマト王権の権力や権威の大きさをよくあらわしている。また、このことはヤマト王権の中枢が奈良盆地から河内平野に移ったことも意味しているが、水系に着目する白石太一郎は、大和・柳本古墳群（奈良盆地南東部）、佐紀盾列古墳群（奈良盆地北部）、馬見古墳群（奈良盆地南西部）、古市古墳群（河内平野）、百舌鳥古墳群（河内平野）など4世紀から6世紀における墳丘長200メートルを越す大型前方後円墳がもっぱら大和川流域に分布することから、古墳時代を通じて畿内支配者層の大型墳墓は、この水系のなかで移動しており、ヤマト王権内部での盟主権の移動を示すものとしている。また、井上光貞も河内の王は入り婿の形でそれ以前のヤマトの王家とつながっていることをかつて指摘したことがあり、少なくとも、他者が簡単に取って替わることのできない権威を確立していたことがうかがわれる。
いっぽう、4世紀の巨大古墳が奈良盆地の三輪山付近に集中するのに対し、5世紀代には河内に顕著に大古墳がつくられたことをもって、ここに王朝の交替を想定する説、すなわち「王朝交替説」がある。つまり、古墳分布という考古学上の知見に、記紀の天皇和風諡号の検討から、4世紀（古墳時代前期）の王朝を三輪王朝（「イリ」系、崇神王朝）というのに対し、5世紀（古墳時代中期）の河内の勢力は河内王朝（「ワケ」系、応神王朝もしくは仁徳王朝）と呼ばれる。この学説は水野祐によって唱えられ、井上光貞の応神新王朝論、上田正昭の河内王朝論などとして展開し、直木孝次郎、岡田精司らに引き継がれた。
しかし、この王朝交替説に対しても、現状ではいくつかの立場から批判が出されており、今日では戦後に行われてきた王朝の交替や非連続性を強調する考え方には違和感が非常に強い。その原因は戦後の日本の日本古代史研究が歴史学研究会などのマルクス主義中心の歴史学であり、戦前の「万世一系」の否定・反発から始まっているからである。王朝交替説への批判の代表的なものに「地域国家論」がある。
また、4世紀後半から5世紀にかけて大和の勢力と河内の勢力は一体化しており、両者は「大和・河内連合王権」ともいうべき連合関係にあったため王朝交替はなかったとするのが和田萃である。和田はヤマト政権～律令国家の本拠地は一貫してヤマトにあったとし、「倭屯田（やまとのみた）」を取り上げて論じている。大宝田令にある大倭国の三十町の屯田は大化前代の倭屯田の系譜を引くとされ、天平年間の大倭国正税帳などから十市郡と城下郡（および城上郡）に存在したことがわかり、『古事記』には景行天皇の代に定めたとされ、現大王の地位に付属する王位の象徴であったという。これが律令国家天皇制につながるため王権が連綿とつながっていることがわかり、また「ヤマト」が磯城郡・十市郡を中心とする三輪山のふもとの地を指していたこともわかるという。
大和川流域間の移動を重視する白石太一郎も同様の見解に立つ。
清家章は古墳の分布と成立時期から初期大型前方後円墳群のオオヤマト古墳群の主流派から分かれた一部の王族が佐紀にわかれて本家を上回る勢力となり王の座について佐紀古墳群を成立させ、さらにそこから分かれて、古市古墳群、百舌鳥古墳群が成立していったと推測している。
塚口義信はヤマト王権内部の奈良盆地北部に拠点を置いた「佐紀政権」が４世紀末に内部分裂した際に反主流派だった応神天皇に味方したのが葛城氏、和邇氏、吉備氏（の前身集団）だったという。
この佐紀政権の内部分裂を応神が征した結果、主導勢力は佐紀から河内に移り、ヤマト王権はきわめて軍事的色彩の強い性格に変質し、従来の丹後方面からの半島進出ルートより瀬戸内海経由の半島進出ルートを重視し、朝鮮半島に積極的に進出したという。また葛城氏は5世紀を通じて大王家のもっとも重要な婚族として、大王家外戚として強大な勢力を有した。
また井上光貞は葛城氏と並んで日向の諸県君（もろがたのきみ）も外戚家として重きをなしたとして、これらのことは「史実と見るべき可能性が大である」と述べている。事実、日向国は古墳時代を通じて九州でも巨大古墳の造営された地域と言われている。天孫降臨神話や神武東征の話しもこの当時の大王家と日向の勢力との婚姻関係が関係している可能性があるのではないかとも言われる。

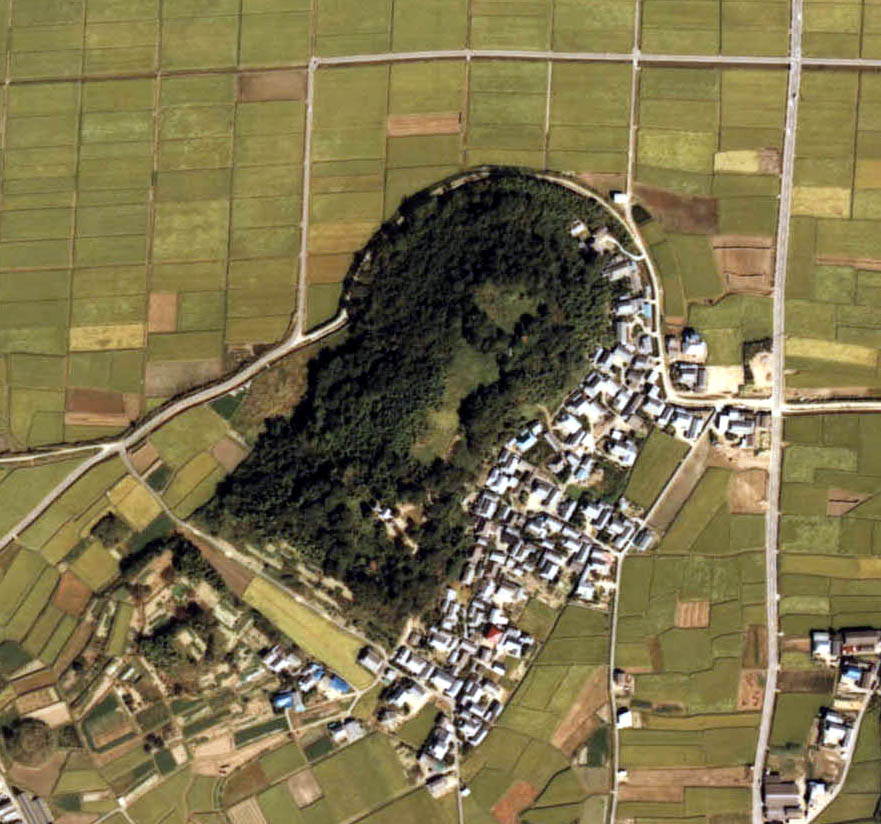
造山古墳

5世紀前半のヤマト以外の地に目を転ずると、日向、筑紫、吉備、毛野、丹後などでも大きな前方後円墳がつくられた。なかでも岡山市の造山古墳（墳丘長360メートル）は墳丘長で日本第4位の大古墳であり、のちの吉備氏へつながるような吉備の大豪族が大きな力をもち、鉄製の道具も駆使して、ヤマト政権の連合において重要な位置をしめていたことがうかがわれる。また、このことより、各地の豪族はヤマトの王権に服属しながらも、それぞれの地域で独自に勢力をのばしていたと考えられている。
先述した「地域国家論」とは、5世紀前半においては吉備・筑紫・毛野・出雲など各地にかなりの規模の地域国家があり、そのような国家の1つとして当然畿内にも地域国家「ヤマト」があって並立ないし連合の関係にあり、その競合のなかから統一国家が生まれてくるという考えである。このような論に立つ研究者には佐々木健一らがいる。しかし、そうした地域においては国家として想定される、政治機構、徴税機構、軍事・裁判機構が存在していた証明がなされておらず、巨大古墳だけで地域国家論を唱えることは論理の飛躍であるとの反論もある。
5世紀初めはまた、渡来人（帰化人）の第一波のあった時期であり、『日本書紀』・『古事記』には、王仁、阿知使主、弓月君（東漢氏や秦氏の祖にあたる）が応神朝に帰化したと伝えている。須恵器の使用がはじまるのも、このころのことであり、渡来人がもたらした技術と考えられている。
5世紀にはいって、再び倭国が中国の史書にあらわれた。そこには、5世紀初めから約1世紀にわたって、讃・珍・済・興・武の5人の倭王があいついで中国の南朝に使いを送り、皇帝に対し朝貢したことが記されている。倭の五王は、それにより皇帝の臣下となり、官爵を授けられた。中国皇帝を頂点とする東アジアの国際秩序を冊封体制と呼んでいる。これは、朝鮮半島南部諸国（任那・加羅）における利権の獲得を有利に進める目的であろうと考えられており、実際に済や武は朝鮮半島南部の支配権が認められている。
倭王たちは、朝鮮半島での支配権を南朝に認めさせるために冊封体制にはいり、珍が「安東将軍倭国王」（438年）、済がやはり「安東将軍倭国王」（443年）の称号を得、さらに済は451年に「使持節都督六国諸軍事」を加号されている。462年、興は「安東将軍倭国王」の称号を得ている。このなかで注目すべき動きとしては、珍や済が中国の皇帝に対し、自らの臣下への官爵も求めていることが挙げられる。このことはヤマト政権内部の秩序づけに朝貢を役立てたものと考えられている。
この朝貢の中で倭王は、百済王の余姓、高句麗王の高姓に並んで倭姓を名乗っており、中国中心の冊封体制の「姓」秩序の中で一時的に倭姓を名乗ったらしい。『宋書』倭国伝に「倭讃」のあとの四王に「倭」がないのは姓を省略したのであり、同じ倭姓の王家一族とみて間違いないだろうとしている。

### ワカタケルの政権（古墳時代中期後半）
475年、高句麗の大軍によって百済の都漢城が陥落し、蓋鹵王はじめ王族の多くが殺害されて、都を南方の熊津へ遷した。こうした半島情勢により「今来漢人（いまきのあやひと）」と称される、主として百済系の人びとが多数日本に渡来した。5世紀後半から6世紀にかけての雄略天皇の時代は、渡来人第二波の時期でもあった。雄略天皇は、上述した倭の五王のうちの武であると比定される。
『宋書』倭国伝に引用された478年の「倭王武の上表文」には、倭の王権(倭王武の先祖)が東（毛人）、西（衆夷）、北（海北）の多くの国を征服したことを述べられており、みずからの勢力を拡大して地方豪族を服属させたことがうかがわれる。また、海北とは朝鮮半島を意味すると考えられるところから、渡来人第二波との関連も考慮される。
この時代のものと考えられる埼玉県の稲荷山古墳出土鉄剣（金錯銘鉄剣）には辛亥年（471年）の紀年銘があり、そこには「ワカタケル大王」の名がみえる。これは『日本書紀』『古事記』の伝える雄略天皇の本名と一致しており、熊本県の江田船山古墳出土の銀象嵌銘大刀にもみられる。東国と九州の古墳に「ワカタケル」の名のみえることは、上述の「倭王武の上表文」の征服事業の記載と整合的である。
また、稲荷山古墳出土鉄剣銘には東国の豪族が「大王」の宮に親衛隊長（「杖刀人首」）として、江田船山古墳出土鉄刀銘には西国の豪族が大王側近の文官（「典曹人」）として仕え、王権の一翼をになっていたことが知られている。職制と「人」とを結んで「厨人」「川瀬舎人」などのように表記する事例は、『日本書紀』雄略紀にもみられ、この時期の在地勢力とヤマト王権の仕奉関係は「人制」とよばれる。
さらに、銘文には「治天下…大王」（江田船山）、「天下を治むるを左（たす）く」（稲荷山）の文言もあり、宋の皇帝を中心とする天下とはまた別に、倭の大王を中心とする「天下」の観念が芽生えている。これは、大王のもとに中国の権威からある程度独立した秩序が形成されつつあったことを物語る。
上述した「今来漢人」は、陶作部、錦織部、鞍作部、画部などの技術者集団（品部）に組織され、東漢氏に管理をまかせた。また、漢字を用いてヤマト王権のさまざまな記録や財物の出納、外交文書の作成にあたったのも、その多くは史部とよばれる渡来人であった。こうした渡来人の組織化を契機に、管理者である伴造やその配下におかれた部などからなる官僚組織がしだいにつくられていったものと考えられる。
いっぽう、5世紀後半（古墳時代中期後半）の古墳の分布を検討すると、この時代には、中期前半に大古墳のつくられた筑紫、吉備、毛野、日向、丹後などの各地で大規模な前方後円墳の造営がみられなくなり、ヤマト政権の王だけが墳丘長200メートルを超える大前方後円墳の造営をつづけている。この時期に、ヤマト政権の王である大王の権威が著しく伸張し、ヤマト政権の性格が大きく変質したことは、考古資料の面からも指摘できる。
なお、平野邦雄は「王権を中心に一定の臣僚集団による政治組織が形成された段階」としての「朝廷」概念を提唱し、ワカタケルの時期をもって「ヤマト朝廷」が成立したとの見解を表明している。

### 王権の動揺と変質

#### 継体・欽明朝の成立（古墳時代後期前半）

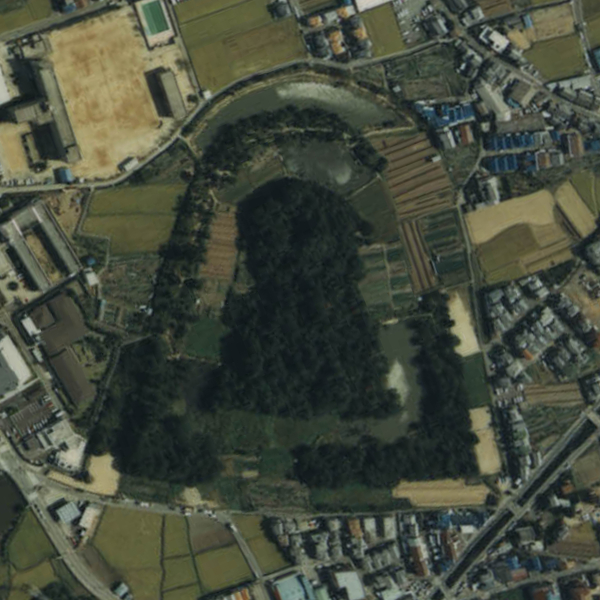
継体天皇陵と考えられる今城塚古墳

ワカタケルの没後、5世紀後半から末葉にかけての時期には、巨大な前方後円墳の築造も衰退しはじめ、一般に小型化していくいっぽう、小規模な円墳などが群集して営まれる群集墳の造営例があらわれ、一部には横穴式石室の採用もみられる。こうした動きは、巨大古墳を築造してきた地域の大首長の権威が相対的に低下し、中小首長層が台頭してきたことを意味している。これについては、ワカタケル大王の王権強化策は成功したものの、その一方で旧来の勢力からの反発を招き、その結果として王権が一時的に弱体化したという考えがある。
5世紀後半以降の地方の首長層とヤマトの王権との関係は、稲荷山鉄剣や江田船山大刀に刻された銘文とその考古学的解釈により、地方首長が直接ヤマトの大王と結びついていたのではなく、地方首長とヤマト王権を構成する大伴、物部、阿部などの畿内氏族とが強い結びつきをもつようになったものと想定される。王は「大王」として専制的な権力を保有するようになったとともに、そのいっぽうでは大王と各地の首長層との結びつきはむしろ稀薄化したものと考えられる。また、大王の地位自体がしだいに畿内豪族連合の機関へと変質していく。5世紀末葉から6世紀初頭にかけて、『日本書紀』では短期間のあいだに清寧、顕宗、仁賢、武烈の4人の大王が次々に現れたと記し、このことは、王統自体もはげしく動揺したことを示唆している。
こうした王権の動揺を背景として、この時期、中国王朝との通交も途絶している。ヤマト王権はまた、従来百済との友好関係を基盤として朝鮮半島南部に経済的・政治的基盤を築いてきたが、百済勢力の後退によりヤマト王権の半島での地位も相対的に低下した。このことにより、鉄資源の輸入も減少し、倭国内の農業開発が停滞したため、王権と傘下の豪族達の政治的・経済的求心力が低下したとの見方も示されている。6世紀に入ると、半島では高句麗に圧迫されていた百済と新羅がともに政治体制を整えて勢力を盛り返し、伽耶地方への進出をはかるようになった。

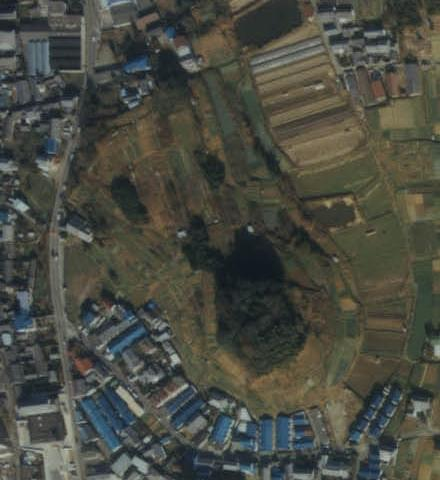
欽明天皇陵と考えられる見瀬丸山古墳

こうしたなか、6世紀初頭に近江から北陸にかけての首長層を背景とした応神天皇五世孫のヲホド大王（継体天皇）が現れ、ヤマトにむかえられて王統を統一した。しかし、ヲホドは奈良盆地に入るのに20年の歳月を要しており、この王権の確立が必ずしもスムーズではなかったという指摘もある。ヲホド大王治世下の527年には、北九州の有力豪族である筑紫君磐井が新羅と連携して、ヤマト王権と軍事衝突するにいたった（磐井の乱）。この乱はすぐに鎮圧されたものの、乱を契機として王権による朝鮮半島南部への進出活動が衰え、大伴金村の朝鮮政策も失敗して、朝鮮半島における日本の勢力は急速に揺らいだ。継体天皇の没後、531年から539年にかけては、王権の分裂も考えられ、安閑・宣化の王権と欽明の王権が対立したとする説もある（辛亥の変）。いっぽう、ヲホド大王の登場以降、東北地方から九州地方南部におよぶ全域の統合が急速に進み、とくに磐井の乱ののちには各地に屯倉とよばれる直轄地がおかれて、国内的には政治統一が進展したとする見方が有力である。なお、540年には、ヲホド大王を擁立した大伴金村が失脚している。

#### ヤマト国家から律令制へ（古墳時代後期後半）
6世紀前半は砂鉄を素材とする製鉄法が開発されて鉄の自給が可能になったこともあって、ヤマト王権は対外的には消極的となった。562年、伽耶諸国は百済、新羅両国の支配下にはいり、ヤマト王権は朝鮮半島における勢力の拠点を失った。そのいっぽう、半島からは暦法など中国の文物を移入するとともに豪族や民衆の系列化・組織化を漸次的に進めて内政面を強化していった。ヤマト王権の内部では、中央豪族の政権における主導権や、田荘・部民などの獲得をめぐって抗争がつづいた。大伴氏失脚後は、蘇我稲目と物部尾輿が崇仏か排仏かをめぐって対立し、大臣蘇我馬子と大連物部守屋の代には、ついに武力闘争に至った（丁未の乱）。
丁未の乱を制した蘇我馬子は、大王に泊瀬部皇子を据えたが（崇峻天皇）、次第に両者は対立し、ついに馬子は大王を殺害した。続いて姪の額田部皇女を即位させて推古天皇とし、厩戸王（聖徳太子）とともに強固な政治基盤を築きあげ、冠位十二階や十七条憲法の制定など官僚制を柱とする大王権力の強化・革新を積極的に進めた。
6世紀中葉に日本に伝来した仏教は、統治と支配をささえるイデオロギーとして重視され、『天皇記』『国記』などの歴史書も編纂された。これ以降、氏族制度を基軸とした政治形態や諸制度は徐々に解消され、ヤマト国家の段階は終焉を迎え、古代律令制国家が形成されていくこととなる。

#### 「日本」へ
7世紀半ばに唐が高句麗を攻め始めるとヤマトも中央集権の必要性が高まり、難波宮で大化の改新が行われた。壬申の乱にて大王位継承権を勝ち取った天武天皇は藤原京の造営を始め、持統天皇の代には飛鳥から遷都した。701年大宝律令が完成し、この頃からヤマト王権は「日本国」を国号の表記として用い（当初は「日本」と書き「やまと」と訓じた）、大王に代わる新しい君主号を、正式に「天皇」と定めた。

## 史書の記録

### 前史
『日本書紀』によれば、伊奘諾尊と伊奘冉尊の間にうまれた太陽神である天照大神が皇室の祖だという。その子天忍穂耳尊と栲幡千千姫（高皇産霊尊の娘）の間にうまれた子の瓊瓊杵尊（天孫）は、天照大神の命により、葦原中国を統治するため高天原から日向の襲の高千穗峰に降臨した（天孫降臨）。
瓊瓊杵尊は、大山祇神の娘である木花之開耶姫をめとり、火闌降命（海幸彦。隼人の祖。）・火折尊（山幸彦。皇室の祖。）・火明命（尾張氏の祖）をうんだ。山幸彦と海幸彦に関する神話としては「山幸彦と海幸彦」がある。
火折尊は海神の娘である豊玉姫を娶り、二人の間には彦波瀲武鸕鶿草葺不合尊がうまれた。鸕鶿草葺不合尊はその母の妹である玉依姫をめとり、五瀬命・稲飯命・三毛入野命・磐余彦尊がうまれた。瓊瓊杵尊から鸕鶿草葺不合尊までの3代を「日向三代」と呼ぶことがある。

### 神武東征と建国

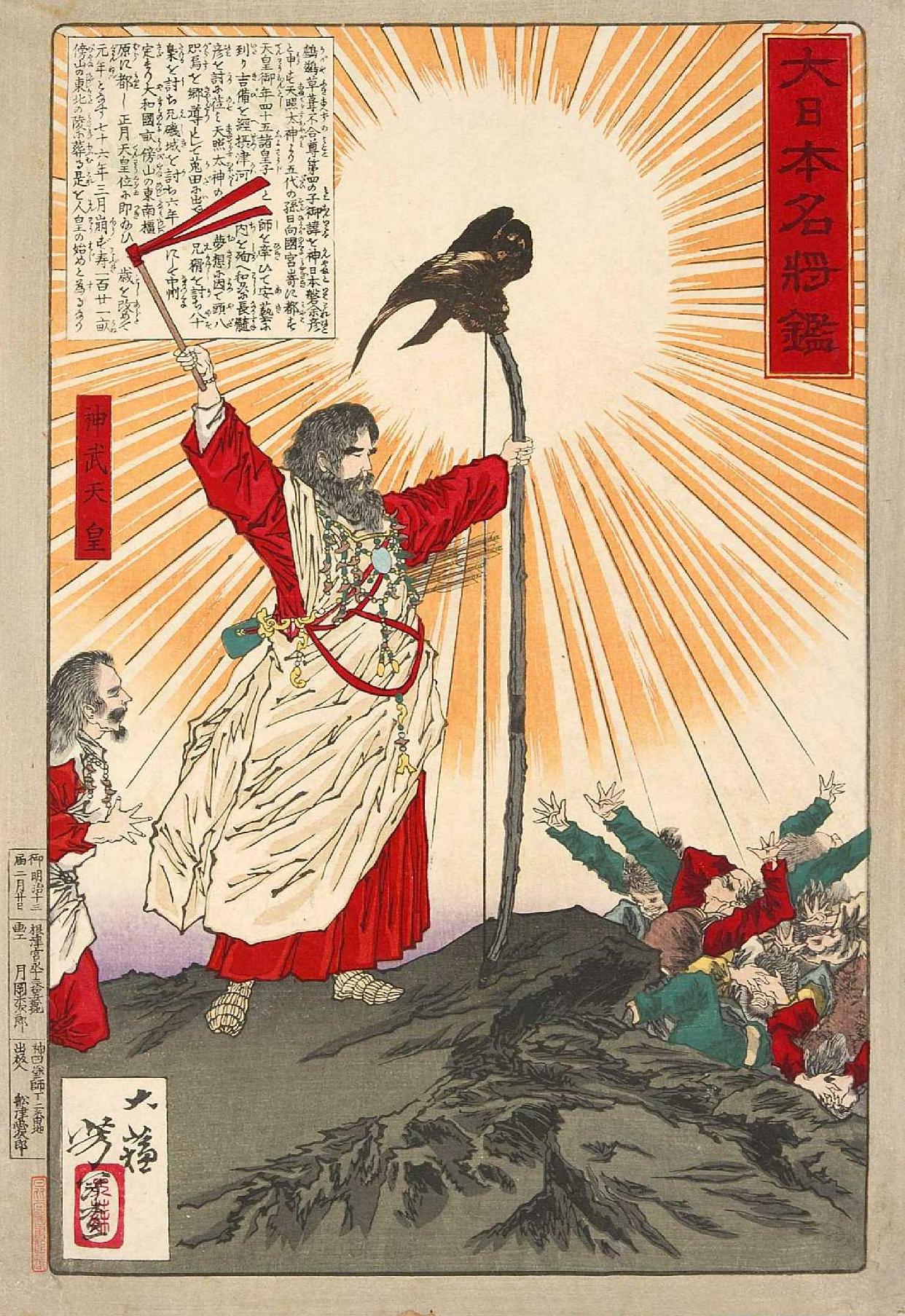
神武東征をあらわす明治時代初期の版画（月岡芳年）

磐余彦尊は日向国にあったが、甲寅年、45歳のときに饒速日（物部氏の遠祖）が東方の美しい国に天下った話を聞いた。磐余彦尊は、自らの兄や子に東へ遷ろうとすすめてその地（奈良盆地）へ東征（神武東征）を開始した。速吸の門では、国神である珍彦（倭国造の祖）に出会い、彼に椎根津彦という名を与えて道案内にした。筑紫国菟狭の一柱騰宮、同国崗水門を経て、安芸国の埃宮、吉備国の高島宮に着いた。磐余彦は大和の指導者長髄彦と戦い、饒速日命はその主君であった長髄彦を殺して帰順した。辛酉年、磐余彦尊は橿原宮ではじめて天皇位につき（神武天皇）、「始馭天下之天皇（はつくにしらすすめらみこと）」と称された。伝承上、これが朝廷および皇室の起源で、日本の建国とされる。

### 伝承の時代
- 初代：神武天皇（神日本磐余彦天皇）
- 第2代：綏靖天皇（神渟名川耳天皇）
- 第3代：安寧天皇（磯城津彦玉手看天皇）
- 第4代：懿徳天皇（大日本彦耜友天皇）
- 第5代：孝昭天皇（観松彦香殖稲天皇）
- 第6代：孝安天皇（日本足彦国押人天皇）
- 第7代：孝霊天皇（大日本根子彦太瓊天皇）
- 第8代：孝元天皇（大日本根子彦国牽天皇）
妹と伝わる倭迹迹日百襲姫命は最古の巨大前方後円墳[51]とされる箸墓古墳の被葬者と伝わる。この古墳の築造を期に各地で前方後円墳が築造され始める。
- 第9代：開化天皇（稚日本根子彦大日日天皇）

綏靖天皇から開化天皇までは記紀において事績の記載がほとんどないため、欠史八代と称されることがある。
- 第10代：崇神天皇（御間城入彦五十瓊殖天皇）
「御肇国天皇（はつくにしらすすめらみこと）」とも称され、この別名は神武天皇の別名と同訓である。崇神天皇は三輪氏に大物主大神を祀らせた。日本書紀によれば四道将軍を派遣したとされ、この将軍派遣記事が初の本格的な日本統一運動である。実在可能性が認められる最古の天皇。
- 第11代：垂仁天皇（活目入彦五十狭茅天皇）
相撲と埴輪の起原は垂仁天皇の時代にあるとされる。
- 第12代：景行天皇（大足彦忍代別天皇）
景行天皇は九州の征伐に赴き、皇子日本武尊は東国へ遠征を行ったとされる。
- 第13代：成務天皇（稚足彦天皇）
父と日本武尊の遠征・平定を受け、この時代に東北から九州までの諸国に国造と県主を設置した。これは4世紀代後半までに東北から九州南部にかけて、古墳（前方後円墳、前方後方墳）が築造されたことに符合する。
- 第14代：仲哀天皇（足仲彦天皇）
皇后の神功皇后は仲哀天皇崩御後に熊襲征伐や三韓征伐を行い、その後即位せずに政務をとったとされる。
- 第15代：応神天皇（誉田天皇）
- 第16代：仁徳天皇（大鷦鷯天皇）
「聖帝」と称され、河内平野の開拓にいそしみ、人家の竈から炊煙が立ち上がらないことを知って租税を免除するなど仁政を施した逸話で知られる。
- 第17代：履中天皇（大兄去来穂別天皇）
- 第18代：反正天皇（瑞歯別天皇）
- 第19代：允恭天皇（雄朝津間稚子宿禰天皇）
この時代に中央豪族や各地の豪族に対して姓を与えたとされる。
- 第20代：安康天皇（穴穂天皇）
- 第21代：雄略天皇（大泊瀬幼武天皇）
倭の五王の最後として『宋書』倭国伝に記された「倭王武」であるとされる。また、埼玉県の稲荷山古墳出土鉄剣（金錯銘鉄剣）の辛亥年（471年）の紀年銘、および熊本県の江田船山古墳出土の鉄刀銘には雄略天皇の名と一致する人名がみられる。考古学的に実在がほぼ確定している最古の天皇。
- 第22代：清寧天皇（白髪武広国押稚日本根子天皇）
- 第23代：顕宗天皇（弘計天皇）
- 第24代：仁賢天皇（億計天皇）
- 第25代：武烈天皇（小泊瀬稚鷦鷯天皇）

### 古墳時代
- 第26代：継体天皇（雄大迹天皇）

武烈天皇には子がなく、大伴金村らは近江国高島郡で生まれ越前国で育った応神天皇5世孫の男大迹王を推挙し、継体天皇として即位した。
ここに皇統の断絶があったとする見解もある。（王朝交代説）
実在が確定している天皇であり、またこれ以降の天皇には実在が疑われる人物が存在しないことから、現代まで繋がる全ての皇室の始祖であるとされる。
- 第27代：安閑天皇（広国押武金日天皇）
- 第28代：宣化天皇（武小広国押盾天皇）
- 第29代：欽明天皇（天国排開広庭天皇）
- 第30代：敏達天皇（渟中倉太珠敷天皇）
- 第31代：用明天皇（橘豊日天皇）
- 第32代：崇峻天皇（泊瀬部天皇）

崇峻天皇は蘇我馬子の命により暗殺され、初の女帝となる推古天皇（豊御食炊屋姫天皇）が継いで第33代天皇となった。

## ヤマト王権の連続性
和田萃はヤマト王権～律令国家の本拠地は一貫してヤマトにあったとし、「倭屯田（やまとのみた）」を取り上げて論じている。大宝田令にある大倭国の三十町の屯田は大化前代の倭屯田の系譜を引くとされ、天平年間の大倭国正税帳などから十市郡と城下郡（および城上郡）に存在したことがわかり、『古事記』には景行天皇の代に定めたとされ、現大王の地位に付属する王位の象徴であったという。これが律令国家天皇制につながるためヤマト王権から律令国家へと王権が連綿とつながっていることがわかり、また「ヤマト」が磯城郡・十市郡を中心とする三輪山のふもとの地を指していたこともわかるという。 
また石上神宮のホクラはヤマト王権が地方豪族から献上させた剣や神宝を保管する武器庫であったが、系譜としては三世紀の卑弥呼の刀と鏡につながることが、四世紀の七支刀が現在にまで伝わることから推測できるとし、世襲や王権が確立していない時期があったとしてもヤマト王権、古代天皇には一貫した連続性が読み取れるとされている。

## 神話伝承を根拠とする諸事

### 皇紀と建国記念の日
神武天皇の橿原宮での即位は「辛酉年」正月であることから、『日本書紀』の編年から遡って紀元前660年に相当し、それを紀元とする紀年法が「皇紀」（神武天皇即位紀元）である。西暦1940年（昭和15年）は皇紀2600年にあたり、「紀元二千六百年記念行事」が国を挙げて奉祝された。この年に生産が開始された零式艦上戦闘機（いわゆる「ゼロ戦」）は皇紀の下2桁が「00」にあたるところからの命名である。

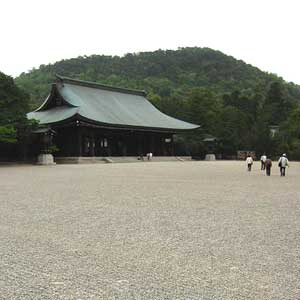
1890年、明治天皇により創建された橿原神宮（橿原市）

また、神武天皇の即位日は『日本書紀』によれば「辛酉年春正月、庚辰朔」であり（中国で665年につくられ、日本で692年から用いられた『儀鳳暦（麟徳暦）』によっている）、これは旧暦の1月1日ということであるが、明治政府は太陽暦の採用にあたり、1873年（明治6年）の「太政官布告」第344号で新暦2月11日を即位日として定めた。根拠は、西暦紀元前660年の立春に最も近い庚辰の日が新暦2月11日に相当するとされたためであった。この布告にもとづき、戦前は2月11日が紀元節として祝日とされていた。紀元節は、大日本帝国憲法発布の日（1889年（明治22年）2月11日）、広田弘毅発案による文化勲章の制定日（1937年（昭和12年）2月11日）にも選ばれ、昭和天皇即位後は四方拝（1月1日）、天長節（4月29日）、明治節（11月3日、明治天皇誕生日）とならび「四大節」とされる祝祭日であった。
紀元節は太平洋戦争（大東亜戦争）終結後1948年に廃止された。「建国記念日」を設置する案は度々提出されたが神武天皇の実在の真偽などから成立には至らず、1966年に妥協案として「の」を入れた「建国記念の日」が成立した。国民の祝日に関する法律（祝日法）第2条では、「建国記念の日」の趣旨を「建国をしのび、国を愛する心を養う」と規定しており、1966年（昭和41年）の祝日法改正では「国民の祝日」に加えられ、今日に至っている。
『日本書紀』は雄略紀以降、元嘉暦（中国で443年に作られ、日本で691年まで単独使用された（翌年から697年までは儀鳳暦と併用））で暦日を記しているが、允恭紀以前は『日本書紀』編纂当時の現行暦である儀鳳暦に拠っている。船山の大刀銘が「大王世」と記す一方、稲荷山の鉄剣名が「辛亥年」と記すことから、まさに雄略朝に元嘉暦は始用され、それ以前には、まだ日本では中国暦による暦日は用いられていなかったと考えられている。むろん7世紀につくられた儀鳳暦が用いられていたはずもなく、神武即位日を新暦に換算することは不可能である。

### 神宝と皇室行事
皇室に伝わる神宝は「三種の神器」と呼称され、天孫降臨の際に天照大神から授けられたとする鏡（八咫鏡）、剣（天叢雲剣）、玉（八尺瓊勾玉）を指す。
大和時代に起源をもち、今日まで伝わる行事としては上述「四大節」のうちの「四方拝」のほか10月17日の「神嘗祭」や11月23日の「新嘗祭」がある。「大祓」もまた、大宝令ではじめて明文化された古い宮中祭祀である。また、『日本書紀』顕宗紀には顕宗朝に何度か「曲水宴」（めぐりみずのとよあかり）の行事がおこなわれたとの記事がある。
なお八咫鏡と大きさが同じ直径46cmでその図象が「伊勢二所皇太神宮御鎮座伝記」の八咫鏡の記述「八頭花崎八葉形」と類似する大型内行花文鏡が福岡県糸島市の平原遺跡から5枚出土しており、三種の神器との関連が考えられている。

## 関連神社
- 伊勢神宮
皇室の祖先神である天照坐皇大御神を主祭神とする神社。垂仁天皇の第4皇女倭姫命が、天照大神を祭る土地を東に求めて大和、近江、美濃を経て、神託により伊勢に大神が鎮坐する祠を立てたのがこの神宮の起源であるという。
- 大神神社
大和朝廷発祥の地とされる奈良盆地南東部に所在する神社である。神武東征前の先住支配者であった三輪氏の氏神。主祭神は大物主大神であり、三輪山を神体山とする。大己貴神が自らの幸魂奇魂である大三輪の神を日本国の三諸山（三輪山）に宮をつくって住ませたのがこの神社の起源であるという。今日でも本殿をもたず、拝殿から三輪山を神体として仰ぎみる古神道（原始神道）の形態を残している。また、山を神体としないものの大神神社と同じく本殿を持たない諏訪大社は、三輪氏と同族であった諏訪氏が奉斎した。
- 熱田社
三種の神器のひとつ草薙神剣（草薙剣、天叢雲剣）を神体とし熱田大神を主祭神とする。日本武尊は、東国遠征ののち尾張国造の娘・宮簀媛を娶り、能褒野で崩じたという。
- 石上神宮
神武天皇の時代から仕える有力豪族の物部氏の氏神。崇神天皇の時代に創建された。垂仁天皇が五十瓊敷命と大足彦命（のちの景行天皇）の兄弟に対しそれぞれが欲するものを尋ねた際、兄の五十瓊が弓矢、弟が皇位を望んだとされ、五十瓊敷が大刀一千口を作り石上神宮に蔵したのを契機として守護神として崇敬されるようになった。

### 異説

#### 畿内政権論（畿内王権論）
日本の古代国家は天皇による専制君主国家であったとしてきた戦後の古代史学界へのアンチテーゼとして、日本の古代国家の本質は大王を含む畿内豪族による全国支配（「畿内ブロックの全国支配）だったとする学説。1950年代に東北大学教授の関晃が唱え、その後、戦後の古代史学界の中心的なテーマとして邪馬台国論争を超える論争が行われたという。